# Liste der Monuments historiques in Renac
Die Liste der Monuments historiques in Renac führt die Monuments historiques in der französischen Gemeinde Renac auf.

## Liste der Bauwerke
| Bezeichnung           | Beschreibung                        | Standort | Kennzeichnung | Schutzstatus | Datum | Bild           |
| --------------------- | ----------------------------------- | -------- | ------------- | ------------ | ----- | -------------- |
| Windmühle             | Erbaut Anfang des 19. Jahrhunderts  | (Lage)   | PA00090670    | Inscrit      | 1974  | weitere Bilder |
| Château du Brossay    | Schloss                             | (Lage)   | PA35000036    | Inscrit      | 2016  |                |
| Ensemble mégalithique | auch Alignement du Bois de la Folie | (Lage)   | PA35000037    | Inscrit      | 2016  |                |

## Liste der Objekte
- Monuments historiques (Objekte) in Renac in der Base Palissy des französischen Kultusministeriums